# Fyrtandsmossa
Fyrtandsmossa (Tetraphis pellucida) är en bladmossart som beskrevs av Hedwig 1801. Enligt Catalogue of Life ingår Fyrtandsmossa i släktet Tetraphis och familjen Tetraphidaceae, men enligt Dyntaxa är tillhörigheten istället släktet Tetraphis och familjen Tetraphidaceae. Arten är reproducerande i Sverige. Inga underarter finns listade i Catalogue of Life.